# Прозектор
Прозе́ктор (от лат. prōsecta, ōrum [proseco] — жертвенные части животного, внутренности) — помощник профессора анатома/патологоанатома, изготовляющий препараты, обычно ассистент соответствующих кафедр медицинских/ветеринарных вузов, научных учреждений, моргов.

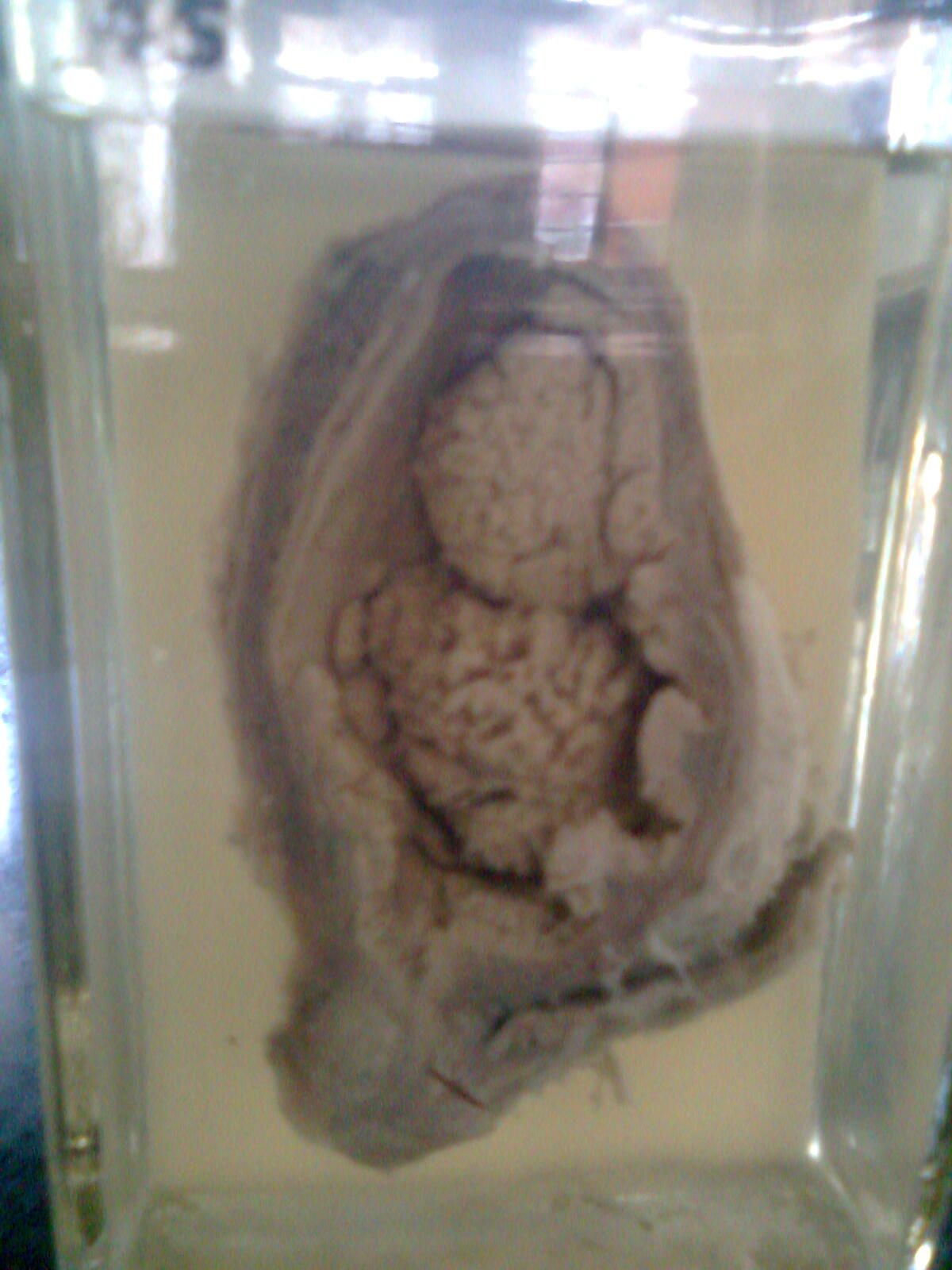
Консервированный патологоанатомический макропрепарат с карциноматозом мочевого пузыря человека

Зачастую этот термин применяется к специальности «патологоанатом», так как «прозекторская» часть работы (то есть секция) является лишь отдельным элементом при установлении «прижизненного» и «посмертного» диагнозов (помимо работы с гистологическими микропрепаратами и т. д.).
В некоторых странах специальность «прозектор» и клинический патоморфолог, патогистолог выделены отдельно (в России они являются составляющими профессии патологоанатома).